# LCP1
LCP1‏ (Lymphocyte cytosolic protein 1) هوَ بروتين يُشَفر بواسطة جين LCP1 في الإنسان.